# Unterseeboot 240
Le Unterseeboot 240 (ou U-240) est un sous-marin allemand (U-Boot) de type VII.C utilisé par la Kriegsmarine (marine de guerre allemande) pendant la Seconde Guerre mondiale

## Historique
Mis en service le 3 avril 1943, l'Unterseeboot 240 effectue son temps d'entraînement initial à Kiel dans la 5. Unterseebootsflottille jusqu'au 31 janvier 1944, puis l'U-240 rejoint son unité de combat dans la  9. Unterseebootsflottille à la base sous-marine de Brest, où il n'ira jamais.
Il réalise sa première patrouille, quittant le port de Kristiansand le 13 mai 1944 sous les ordres de l'Oberleutnant zur See Günther Link. Après cinq jours de mer, l'U-240 est porté disparu le 17 mai 1944 dans la Mer du Nord à l'ouest de la Norvège. 
Il n'y a pas d'explication à cette disparition. Les cinquante membres d'équipage sont morts.

## Affectations successives
- 5. Unterseebootsflottille à Kiel du 3 avril 1943 au 31 janvier 1944 (entrainement)
- 9. Unterseebootsflottille à Brest du 1er février au 17 mai 1944 (service actif)

## Commandement
- Oberleutnant zur See Günther Link du 3 avril 1943 au 17 mai 1944

## Patrouilles
|       | Commandant         | Départ       | Départ       | Arrivée      | Arrivée      | Jours   | Succès |
| ----- | ------------------ | ------------ | ------------ | ------------ | ------------ | ------- | ------ |
|       | Oblt. Günther Link | 27 mars 1944 | Kiel         | 28 mars 1944 | Kristiansand | 2 jours |        |
| 1     | Oblt. Günther Link | 13 mai 1944  | Kristiansand | 17 mai 1944  | Coulé        | 5 jours |        |
| Total | Total              | Total        | Total        | Total        | Total        | 7 jours | 0 t    |

Note : Oblt. = Oberleutnant zur See

## Navires coulés
L'Unterseeboot 240 n'a ni coulé, ni endommagé de navire ennemi au cours de l'unique patrouille (cinq jours en mer) qu'il effectua.

### Référence
1. ↑  Axel Niestlé, février 1998
2. ↑  http://uboat.net/boats/u240/html

### Source
- (en) Cet article est partiellement ou en totalité issu de l’article de Wikipédia en anglais intitulé « German submarine U-240 » (voir la liste des auteurs).